# Finix Comics
Finix Comics ist ein deutscher Comicverlag, der im Oktober 2007 gegründet wurde und seinen Sitz in Wiesbaden in Hessen hat.

## Verlagsarbeit
Finix Comics hat das Ziel, Comic-Albenserien, deren deutsche Veröffentlichung vorzeitig abgebrochen wurde, fortzuführen oder zu beenden. Die meisten dieser Serien stammen aus Frankreich, Belgien oder den Niederlanden, aber auch andere Länder sind vertreten. Die Finanzierung der Albenproduktion soll durch die Mitglieder und Investoren des hierzu gegründeten eingetragenen Vereins Finix Comics e. V. erfolgen.
Bis auf den eigentlichen Druck und die Auslieferung an den Fachhandel im gesamten deutschsprachigen Raum decken die Mitglieder die gesamten die Produktion betreffenden Aufgaben, wie etwa Lizenzverhandlungen, Übersetzung, Lettering und Layout und die Erstellung und Pflege des Webauftritts selbst ab. Die Publikationen erscheinen unter dem Label Finix Comics mit mindestens zwölf Alben pro Jahr.
Seit Dezember 2009 erscheinen unter dem Imprint Edition Solitaire zusätzlich Einzelalben mit (in der Regel abgeschlossenen) Geschichten, die bislang nicht in deutscher Sprache veröffentlicht wurden. Im Juni 2012 startete mit Hauteville House die erste eigene neue Serie bei Finix Comics. Mit dem One-Shot Captivant von Yves Chaland und Luc Cornillon mit bisher auf Deutsch unveröffentlichtem Material veröffentlichte der Verlag zum Comic-Salon Erlangen eine Liebhaberauflage von 600 Exemplaren als Geschenk an die Mitglieder zum 15-jährigen Vereinsjubiläum.

## Verlagsprogramm (Auswahl)
(genannt sind jeweils der Start einer Serie bzw. Erscheinung eines Albums)

### 2008
- Die Pioniere der Neuen Welt von Jean-François Charles, Ersel und Maryse Charles
- Die Rote Kaiserin von Jean Dufaux und Philippe Adamov
- Violetta von Tronchet, Fabrice Tarrin und Jean-Marc Krings

### 2009
- Tatjana K. von François Corteggiani und Félix Meynet
- Thomas Noland von Daniel Pecquer und Franz
- Helden ohne Skrupel von Yann Le Pennetier und Didier Conrad
- Der Wind der Götter von Philippe Adamov und Patrick Cothias
- Gorn von Tiburce Oger
- Edition Solitaire: Mit fremder Feder von Fabrice Lebeault

### 2010
- Excalibur von Christophe Arleston und Eric Hübsch
- Lester Cockney von Franz
- Buddy Longway von Derib
- Die Kosmonauten der Zukunft von Lewis Trondheim und Manu Larcenet
- Die Geissel der Götter von Aleksa Gajić und Valérie Mangin
- Colby von Greg und Michel Blanc-Dumont
- Edition Solitaire: Quintos von Andreas und Isabelle Cochet
- Edition Solitaire: Wer Wind sät vom Cyril Bonin und Laurent Galandon

### 2011
- Shamrock Song von Franz
- Die Müllers von Pierre Seron
- Vasco von Gilles Chaillet und Frédéric Toublanc
- Der Schwur des Ambers von Dieter und Étienne Le Roux
- Black Mary von Erwan Fagès und David Chauvel
- Spoon & White von Yann Le Pennetier, Jean Léturgie und Simon Léturgie
- Edition Solitaire: Cryozone von Thierry Cailleteau und Denis Bajram
- Edition Solitaire: Kleines Wunder von Valérie Mangin und Griffo

### 2012
- Der Rote Falke von Patrick Cothias, André Juillard und Marco Venanzi
- Hauteville House von Fred Duval und Thierry Gioux

### 2013
- Die Chroniken des schwarzen Mondes von François Marcela-Froideval und Fabrice Angleraud
- Jackie Kottwitz von Alain Dodier, Serge Le Tendre und Pierre Makyo
- Troll von Jean David Morvan, Joann Sfar, Thomas Labourot und Olivier Boiscommun
- Zehn Gebote von Frank Giroud, Luc Révillon, Béhé, Michel Faure, Alain Mounier, Bruno Rocco, Lucien Rollin und TBC

### 2014
- I.R.$. von Stephen Desberg und Bernard Vrancken
- Dieter Lumpen von Jorge Zentner und Rubén Pellejero
- Nävis von Philippe Buchet, Jean-David Morvan, José-Luis Munuera und Christian Lerolle

### 2016
- King und Kong von Raoul Cauvin und Mazel
- Grimion Lederhandschuh von Pierre Makyo

### 2017
- Nash von Jean-Pierre Pécau und Damour
- Jugurtha von Jean-Luc Vernal (Laymille), Hermann und Franz
- RAJ von Didier Conrad und Wilbur
- Karl von Eberhard Kunkel, Patrick Kunkel und Michael Apitz

### 2018
- Niklos Koda von Jean Dufaux und Olivier Grenson
- Mit Mantel und Degen von Alain Ayroles und Jean-Luc Masbou

### 2019
- Franka von Henk Kuijpers

### 2020
- Sambre von Yslaire
- Gentlemen GmbH von Alfredo Castelli und Ferdinando Tacconi

### 2021
- Black OP von Stephen Desberg und Hugh Labian
- Nico von Philippe Berthet und Fred Duval
- Zombilennium von Arthur de Pins
- Exterminator 17 von Jean-Pierre Dionnet, Enki Bilal und Igor Baranko

### 2022
- Lou! von Julian Neel
- Edition Solitaire: Servais – Der zerknüllte Brief von Jean-Claude Servais
- Captivant von Yves Chaland und Luc Cornillon
- Die Wege zum Ruhm von Daniel Hulet und Ian Bucquoy
- Odilon Verjus von Laurent Verron und Yann
- Algernon Woodcock von  Mathieu Gallié und Guillaume Sorel
- Sang Royal von Alejandro Jodorowsky und Dongzi Liu
- Tai-Dor von Serge Le Tendre, Rodolphe, Jean-Luc Serrano und Luc Foccroulle

### 2023
- Die Chroniken von Sillage von Jean-David Morvan, Philippe Buchet, Koboi, José Luis Munuera, Bruno Bessadi, Bernoit Springer und Ignacio Noé
- Boule & Bill von Laurent Verron nach Jean Roba

### 2024
- Agent Alpha: Erste Missionen von Youri Jigounov, Emmanuel Herzet und Alain Queireix
- Brennendes Herz von Patrick Cothias und Marco Venanzi

### 2025
- Kaiserin Charlotte von Fabien Nury und Matthieu Bonhomme